# Saïdou Panandétiguiri
Saïdou Madi Panandétiguiri (Ouahigouya, 22 de março de 1984) é um futebolista burquinense que atua como defensor.

## Carreira
Atuou também pelo time B do Bordeaux, Lokeren, Wehen, e no União de Leiria.

## Seleção
Moumouni Dagano representou o elenco da Seleção Burquinense de Futebol no Campeonato Africano das Nações de 2013.

## Títulos
Burkina Faso
- Campeonato Africano das Nações: 2013 - 2º Lugar.